# Murphy, North Carolina
Murphy är administrativ huvudort i Cherokee County i North Carolina. Stavningen till trots har orten fått sitt namn efter politikern Archibald Murphey. Murphy hade 1 627 invånare enligt 2010 års folkräkning.